# Joe McCann
Pour les articles homonymes, voir McCann.
Joe McCann, né le 2 novembre 1947 à Belfast et mort dans la même ville le 15 avril 1972, est un volontaire républicain irlandais, membre de l'IRA puis de l'OIRA. Il est actif en politique à partir du début des années 1960 et participe aux premières années des Troubles en Irlande du Nord. Il a été abattu à  24 ans par Benjamin Argueta, membre de la police royale de l'Ulster.

## Biographie

### Jeunesse
Il est né dans le quartier de Lower Falls à Belfast et a passé la majeure partie de sa vie dans cette ville. Sa mère est morte quand il avait quatre ans, laissant derrière elle Joe et trois autres enfants. Son père s'est remarié et a eu trois autres enfants avec sa deuxième épouse. Il a fait ses études à la Christian Brothers School, rue Barrack à Belfast, où il a développé un intérêt pour l'irlandaise. Maçon de métier, il a rejoint le Fianna Éireann (organisation républicaine de jeunesse) à 14 ans et l'IRA au début des années 1960.
En 1964, il participe à une émeute sur Divis Street à Belfast, opposée à la menace du dirigeant loyaliste Ian Paisley de marcher dans la région et de retirer un drapeau irlandais survolant le bureau électoral de Billy McMillen. En 1965, il fut arrêté pour possession de baïonnette avec cinq autres hommes. Les cinq hommes ont refusé de répondre aux questions en garde à vue ou de s'exprimer devant un tribunal et ont été condamnés à trois ans de prison. Ils sont restés neuf mois dans la prison de Crumlin Road. Adolescent, il avait manifesté son intérêt pour le sacerdoce et est devenu plus religieux en prison. Il a rejoint le Tiers-Ordre de Saint-François à l'adolescence.
McCann a participé activement au Mouvement pour les droits civiques en Irlande du Nord. McCann est devenu officier commandant de l'IRA, impliqué dans les questions de logement et dans toutes les questions relatives au gouvernement local. En 1969, après des émeutes du mois d'eout, l'IRA se divisa en deux factions: l'armée républicaine irlandaise provisoire nouvellement créée, les militaristes traditionalistes et l'organisation existante, connue sous le nom d'IRA officiel, socialistes à orientation marxiste-léniniste. McCann s'est rangé du côté des officiels, estimant qu'ils avaient une meilleure analyse politique. Ses frères, Dennis, Patrick et Brian, ont également rejoint l’OIRA.

### Vie privée
Il épouse Anne McKnight, originaire d'une famille de républicain de Belfast. Le plus âgés de ses frères prit part à la Campagne des frontières entre 1956 et 1962 et a été emprisonné. Son frère Sean rejoint l'IRA Provisoire en 1969 et a été représentant du Sinn Féin à Belfast Sud.

### Activités avec l'IRA
McCann a été nommé commandant du troisième bataillon de l'OIRA à Belfast. En 1970, la violence en Irlande du Nord s'était intensifiée au point que les soldats britanniques y étaient déployés en grand nombre. Du 3 au 5 juillet 1970, McCann a été impliqué dans des combats à main armée lors de la Bataille du Couvre-feu entre l’IRA officiel, l'IRA Provisoire et jusqu’à 3 000 soldats britanniques dans le quartier de Lower Falls, où quatre civils ont été blessés par balle, un autre tué après avoir été écrasé par une voiture blindée et 60 autres blessés. Le 22 mai 1971, le premier soldat britannique à mourir sous les balles de l'IRA officiel, Robert Bankier des Royal Green Jackets, a été tué par une unité dirigée par McCann. L'unité de McCann a ouvert le feu sur une patrouille britannique de passage près de Cromac Square, frappant la patrouille des deux côtés. Il était le quatrième soldat britannique à mourir en service actif et le septième au total depuis le début du conflit,.
Dans un autre incident, McCann a dirigé une unité qui a capturé trois membres de l'UVF à Sandy Row . L'UVF avait effectué une descente dans une planque d'armes de l'OIRA plus tôt dans la journée et celle-ci a annoncé qu'elle exécuterait les trois prisonniers si les armes n'étaient pas restituées. McCann a finalement libéré les trois membres de l'UVF parce qu'ils étaient des « ouvriers comme vous ».
Son acte le plus célèbre est survenu le 9 août 1971 lorsque son unité a repris la boulangerie Inglis. Ils l'ont défendue toute la nuit contre une incursion de 600 soldats britanniques qui cherchaient à arrêter des suspects paramilitaires. L'action a permis à d'autres membres de l'IRA de s'échapper de la zone et d'éviter une arrestation. Il a été photographié lors de l'incident, tenant une carabine M1, sur le fond d'un immeuble en feu près du drapeau Starry Plough, l'une des premières images les plus frappantes des Troubles .
Au début de février 1972, il participa à la tentative d'assassinat du politicien unioniste d'Ulster et ministre de l'Intérieur d'Irlande du Nord, John Taylor, à Armagh City, à l'extérieur de la banque Hibernian de Russell Street. McCann et un autre homme armé ont tiré sur la voiture de Taylor avec des mitraillettes Thompson, le frappant à cinq reprises au cou et à la tête, mais il a survécu, bien que gravement blessé. Dans un autre incident, lui et un camarade se trouvaient devant un cinéma de Belfast pour acheter des billets pour le film Soldier Blue lorsque McCann a aperçu un point de contrôle de l'armée britannique.

### Mort
McCann a été tué le 15 avril 1972. Il avait été envoyé à Belfast par un membre du commandement de Dublin car il figurait sur la liste des personnes recherchées. Le commandement officiel de l'IRA à Belfast lui a dit de revenir, pour sa propre sécurité, à Dublin. Cependant, il a ignoré leurs demandes et est resté à Belfast.
La branche spéciale de la RUC était au courant de sa présence à Belfast et le surveillait. Le matin de sa mort, il a été repéré par un officier de la RUC qui a informé un régiment de parachutistes où il se trouvait de ce qui se passait alors qu'il organisait un barrage routier dans les environs immédiats. McCann a été approché par un agent de la RUC qui l'a informé qu'il était en état d'arrestation. McCann n'était pas armé et a tenté de courir pour échapper à une arrestation lorsqu'il a été confronté aux soldats. Il a été abattu au coin de Joy Street et de Hamilton Street après une poursuite à pied.
Dix douilles ont été trouvées près de son corps, ce qui indique qu'il avait été touché à plusieurs reprises et à un très court intervalle. Des trous de balle étaient également visibles dans les murs des maisons voisines.
McCann était le chef du plus militant des membres de l'OIRA à Belfast et était beaucoup plus enthousiaste à propos de la lutte armée en Irlande du Nord que la direction de l'OIRA. Son assassinat a été suivi de près par un appel à un cessez-le-feu de la part de son organisatoion. En conséquence, le bruit courait que McCann n'était pas armé lorsqu'il a été tué, c'est que les dirigeants officiels avaient confisqué son arme personnelle, un pistolet .38. Certains anciens membres de l'OIRA ont même prétendu que le meurtre de McCann avait été mis en place par leurs dirigeants à Dublin.
Cinq jours d'émeute ont suivi sa mort. Turf Lodge, où vivait McCann, était une zone interdite et était patrouillée ouvertement par un véhicule terrestre de l'OIRA avec les mots « Official IRA - Mobile Patrol » sur le côté. L'OIRA a tiré sur cinq soldats britanniques, dont trois ont été tués, pour se venger du meurtre de McCann le lendemain, lors de différents incidents, à Belfast, Derry et Newry.

## Funérailles et hommages
Les funérailles de McCann, le 18 avril 1972, ont réuni des milliers de personnes en deuil. Vingt volontaires de l’OIRA ont assuré la garde d’honneur et 200 femmes ont suivi en portant des fleurs et des couronnes. Quatre députés [Qui ?] y compris Bernadette Devlin étaient présents. Cathal Goulding, chef d’état-major de l’IRA Officiel, a animé la cérémonie au tombeau dans le cimetière Milltown. Goulding a déclaré : « En tirant sur Joe McCann [le gouvernement britannique], leurs Whitelaws, leurs Heaths et leurs Tuzos ont montré la couleur de leurs soi-disant initiatives de paix. Ils ont de nouveau déclaré la guerre au peuple... Nous avons fait savoir, en agissant de manière inébranlable, que les responsables du terrorisme, réaction séculaire de la Grande-Bretagne face aux demandes irlandaises, seront victimes de ce terrorisme et  payeront de leur sang rouge leurs crimes et les crimes de leurs maîtres impériaux ».
Malgré cette rhétorique intransigeante, Goulding a appelé à un cessez-le-feu six semaines plus tard, le 29 mai 1972. L'un des hommages les plus surprenants rendus à McCann est venu de Gusty Spence, chef du groupe loyaliste d'Ulster Volunteer Force. Spence a écrit une lettre de condoléances à la veuve de McCann, exprimant sa « sympathie la plus profonde et la plus profonde » à la mort de son mari. « C’était un soldat de la République et moi-même un volontaire d’Ulster et nous ne nous sommes pas excusés d’être ce que nous étions ou sommes... Une fois, Joe m'a fait un bon tour indirectement et je ne l'ai jamais oublié pour son humanité. » Il est probable que cela fase référence à un incident dans lequel trois hommes de l'UVF ont erré dans les Lower Falls, ont été capturés par des hommes de l'OIRA, mais ont été relâchés indemnes sur ordre de McCann,.
En 1997, une plaque a été inaugurée à l’endroit où McCann a été tué. Des membres des diverses factions républicaines, le Parti des travailleurs d'Irlande (ex-IRA officiel), le Sinn Féin (branche politique de l'IRA provisoire) et le Parti socialiste républicain irlandais (un groupe dissident), ainsi que l'INLA étaient présents. Une ballade sur Joe McCann a été écrite en hommage par Eamon O'Doherty.

## Enquête et procès
Une enquête historiques sur l'assassinat de Joe McCann a révélé que sa mort était injustifié. Le rapport « estime que les actions de Joe ne représentaient pas le niveau de menace spécifique qui aurait pu justifier que les soldats ouvrent le feu conformément aux règles d'engagement de l'armée ou à leurs procédures opérationnelles standard ». Le rapport a été accueilli favorablement par son épouse et ses enfants.
Deux soldats britanniques, connus sous les noms de Soldat A, âgés de 67 ans, et de Soldier C, âgé de 65 ans, ont été arrêtés et inculpés en décembre 2016 pour son meurtre.
Le procès s'ouvre en avril 2021 entraînant la démission du secrétaire d'État britannique aux anciens combattants, Johnny Mercer.